# 525 Adelaide
Adelaide è un asteroide della fascia principale. Scoperto nel 1908, presenta un'orbita caratterizzata da un semiasse maggiore pari a 2,2451083 UA e da un'eccentricità di 0,1021504, inclinata di 5,99549° rispetto all'eclittica.
Stanti i suoi parametri orbitali, è considerato un membro della famiglia Flora di asteroidi.
Il suo nome è in onore di Adelaide, regina consorte del Regno Unito e moglie di Guglielmo IV. Il primo oggetto a chiamarsi in questo modo fu l'asteroide A904 EB, scoperto il 14 marzo del 1904 da Max Wolf e successivamente perduto. Più tardi, l'oggetto denominato 1930 TA, scoperto il 3 ottobre del 1930, fu chiamato 1171 Rusthawelia da Sylvain Arend. Solo nel 1958 ci si accorse che i due erano lo stesso oggetto. Il nome Rusthawelia fu mantenuto, e la scoperta fu accreditata ad Arend. Il nome 525 Adelaide fu poi riutilizzato per questo asteroide, denominato in precedenza 1908 EKa e scoperto il 21 ottobre del 1908 da Joel Hastings Metcalf.